# Falu koppargruva
La Falu koppargruva (in svedese: Stora Kopparberget) era un'area estrattiva situata nei pressi della città di Falun, capoluogo della contea di Dalarna, nella Svezia centrale, che ha operato per un millennio, dal X secolo fino al 1992. Durante il periodo di grande potenza della Svezia nel XVII secolo, arrivò a produrre due terzi del fabbisogno di rame dell'Europa e contribuì a finanziare molte delle guerre svedesi di quel periodo. I progressi tecnologici nella miniera hanno avuto una profonda influenza sull'estrazione mineraria in tutto il mondo per oltre due secoli, essendo stato nel XVII secolo il più grande produttore mondiale. Nel 2001 la miniera, diventata un museo, è stata dichiarata Patrimonio dell'Umanità dall'UNESCO.

## Storia
Non ci sono documenti scritti che stabiliscano esattamente quando iniziarono le operazioni minerarie sulla Grande Montagna di Rame. Gli studi archeologici e geologici indicano, con notevole incertezza, che lo fecero intorno all'anno 1000, anche se l'intervallo di studio lo data intorno all'anno 1080, ma nessuna attività significativa sarebbe iniziata prima dell'850. Sono stati ritrovati oggetti del X secolo. All'inizio, gli spettacoli erano su piccola scala, con gli agricoltori locali che lavoravano alla raccolta del minerale, alla fusione e all'utilizzo del metallo per le esigenze domestiche.
Al tempo di Magnus Ladullás, re di Svezia tra il 1275 e il 1290, iniziò a sfruttare la miniera più industrialmente. I nobili e i mercanti stranieri che arrivavano da Lubecca si erano presi cura dei contadini. I mercanti trasportavano e vendevano il rame in Europa, ma influenzavano anche le operazioni e sviluppavano i metodi e la tecnologia utilizzati per l'estrazione. Il primo documento scritto sulla miniera risale al 1288. Si registra che, in cambio di una fattoria, il vescovo di Västerås acquisì una quota del 12,5% della miniera.
A metà del XIV secolo, la miniera era diventata una risorsa nazionale vitale e gran parte delle entrate per lo stato svedese nei secoli successivi. Il re Magnus II Eriksson visitò personalmente l'area e redasse una carta per le operazioni minerarie, garantendo gli interessi finanziari del sovrano.

## Metodi

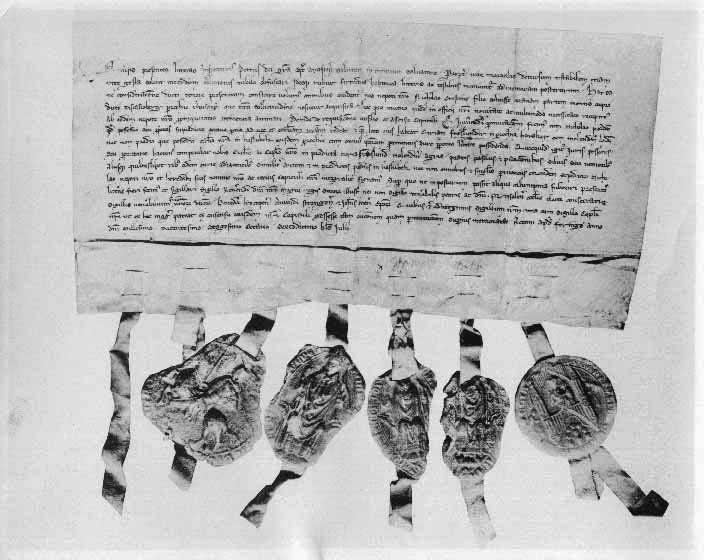
Titolo finanziario della miniera di Falun, datata 1288.

Il metodo principale per l'estrazione del rame era il riscaldamento della roccia per mezzo di grandi fuochi, noti come fuoco controllato. Quando la roccia si raffreddava, era fragile e poteva rompersi facilmente, consentendo l'uso di strumenti manuali, come cunei e mazzuoli. Dopo che il minerale era stato trasportato fuori dalla miniera, veniva bruciato per ridurre il contenuto di zolfo e poi portato nelle case. Il fumo denso e velenoso prodotto deve essere stato un segno distintivo dell'area del Falun per secoli.
Il minerale veniva quindi fuso, ottenendo un materiale ricco di rame. Il ciclo di calcinazione e fusione era ripetuto più volte fino ad ottenere il rame grezzo. Questo era il prodotto finale della miniera. La depurazione veniva effettuata nelle raffinerie di rame e in altri luoghi. Questo processo è stato utilizzato senza grandi modifiche per sette secoli, fino alla fine del XIX secolo. È probabile che i metodi e la tecnologia utilizzati per la produzione e il drenaggio degli incendi siano stati importati dalle miniere tedesche, come quelle dei monti Harz.

## I minatori

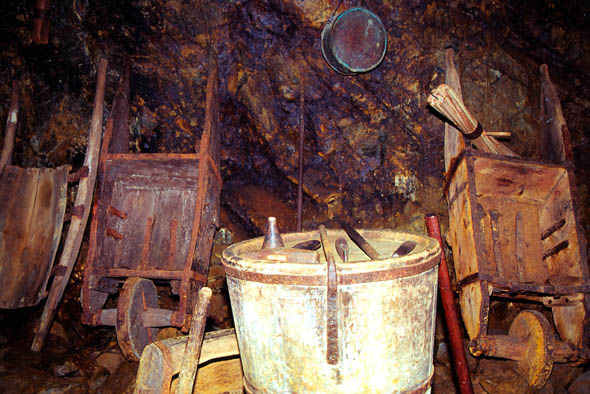
Carriole e altri strumenti utilizzati per l'estrazione mineraria, alla mostra della miniera di Falun.

La struttura organizzativa della Grande Montagna di Rame creata con lo statuto del 1347 era in anticipo sui tempi. I minatori ottennero azioni della società proporzionalmente alla loro partecipazione alla fusione del rame. La struttura è stata un precursore delle moderne società per azioni e della Stora Enso, il moderno successore della vecchia società mineraria, che viene spesso definita la più antica società per azioni del mondo ancora in attività, anche se nel ventunesimo secolo il suo campo di attività non è più quello minerario.

### La vita in miniera
L'ubriachezza era considerata abbastanza normale per i minatori. Carlos Linneo visitò la miniera nel XVIII secolo e diede una vivida descrizione della loro vita. Raccontò che i minatori arrivavano con scale traballanti, piene di sudore che scorreva dai loro corpi come "acqua da un bagno". Disse ancora: "La miniera di Falun è una delle grandi meraviglie della Svezia, ma orribile come l'inferno stesso". La descrizione di Linneo dell'ambiente in cui lavoravano i minatori era questa: "Fuliggine e oscurità circondano l'intero sito. Pietre, ghiaia, vetriolo corrosivo gocciolante, fumo, gas, calore, polvere, sono ovunque". 
Nel 1690, Erik Odhelius, un importante metallurgista, fu inviato dal re per studiare il mercato europeo dei metalli. Sebbene la produzione di rame nella miniera di Falun avesse già iniziato a diminuire quando lui pubblicò ha pubblicato il suo rapporto, Odhelius ha scritto qualcosa che non era un segreto: "Per la produzione di rame della Svezia è sempre stata come una madre e, sebbene ci siano molti luoghi all'interno e all'esterno dell'Europa dove c'è qualche estrazione di rame, non sono nulla in confronto all'abbondanza di rame svedese".  Ma per gli standard moderni, la produzione non era molto grande. Il picco della produzione raggiunse a malapena le 3.000 tonnellate di rame, scendendo a meno di 2.000 tonnellate nel 1665 e nel 1720 era appena di 1.000 tonnellate all'anno. La produzione mondiale di rame all'inizio del 21° secolo era vicina ai 15 milioni di tonnellate all'anno. 

### Età dell'oro
Nel XVII secolo la capacità produttiva raggiunse il suo apice. Durante questo periodo i profitti della miniera furono utilizzati per finanziare la politica espansionistica della Svezia nella sua epoca di grandezza. Il Consiglio Privato svedese si riferiva alla miniera come al tesoro e alla fortezza della nazione. Il picco di produzione si ebbe nel 1650, con più di 3.000 tonnellate di rame.

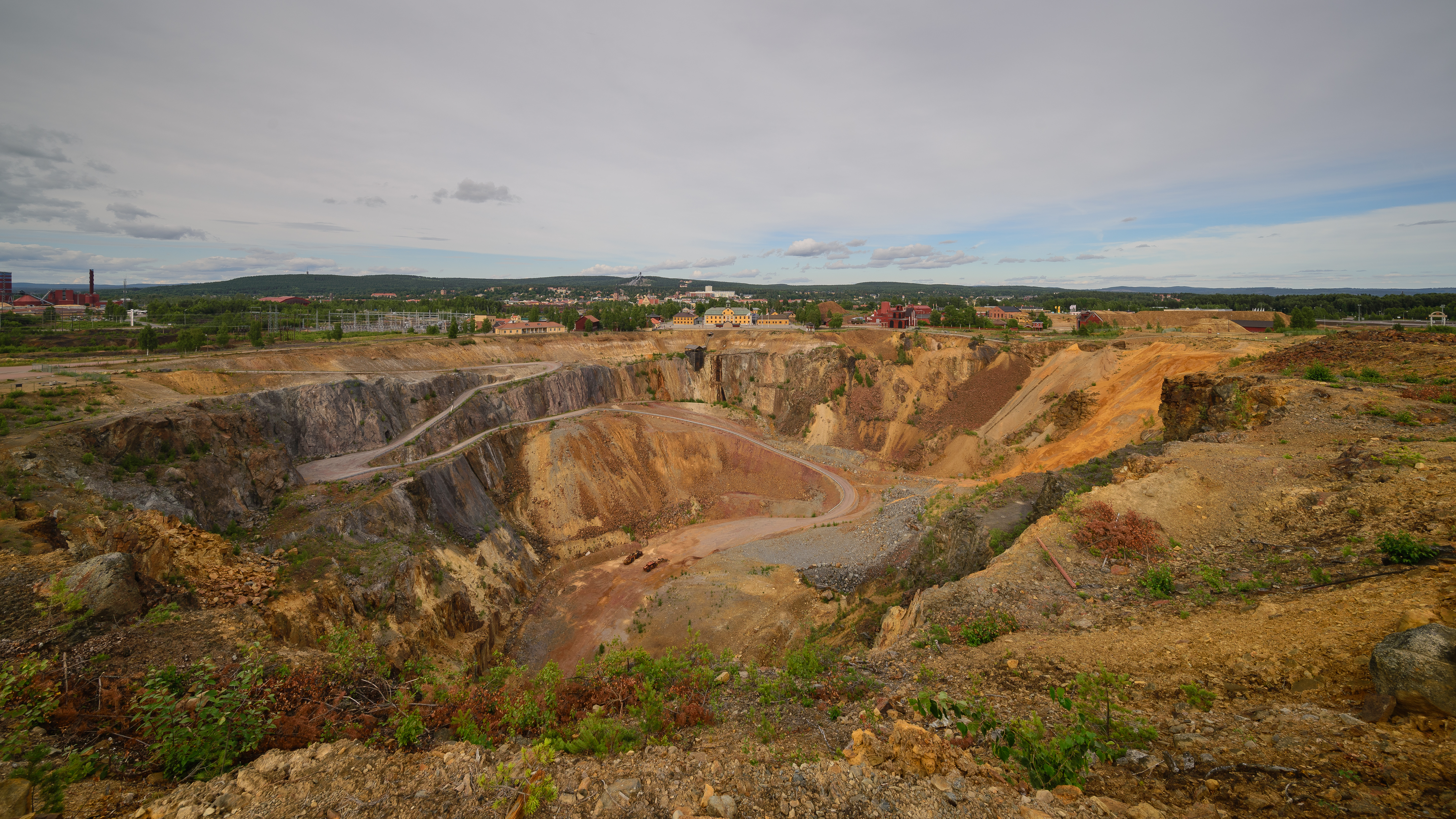
Vista panoramica della miniera. Il pozzo aperto nel 1687 crollò, lasciando un buco profondo circa 100 metri.

Alla vigilia dell'estate del 1687 il muro che divideva le fosse principali cedette e una parte significativa della miniera crollò. Questo avrebbe potuto facilmente trasformarsi in una grande catastrofe, causando la morte di centinaia di uomini che lavoravano nella miniera, ma si verificò alla vigilia di mezza estate, uno dei giorni dell'anno in cui i minatori non lavoravano.

## Geologia
La miniera di Falun si trova nella parte nord-occidentale di Bergslagen,[20][21] è un deposito stratiforme di solfuri e ossidi che si è formato durante il Paleoproterozoico. Da un punto di vista petrologico, leptite, micacite e quarzite si trovano a Falun, insieme a marmo, skarn, intrusioni di quarzo porfido e anfibolite. Tutte queste rocce, appartenenti alla facies anfibolitica, hanno subito un metamorfismo. La calcopirite è il principale minerale di rame in questo giacimento.

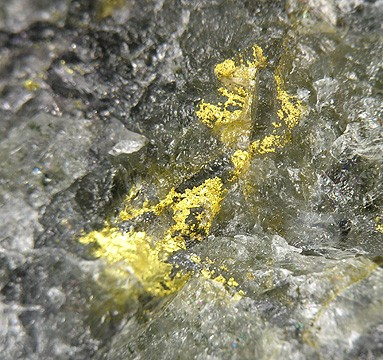
Oro nativo su quarzite e altri minerali, estratto intorno al 1925.

Due giacimenti sono stati sfruttati all'interno della miniera:
- Giacimento "duro": aveva un alto contenuto di oro e rame, ed era formato da associazioni di calcopirite, pirite e sfalerite, che si potevano trovare in modo disseminato o formando vene, insieme a minerali accessori come pirrotite, magnetite, oro e bismuto.
- Deposito "compatto": formato da pirite massiccia e associazioni di calcopirite, sfalerite e galena.

Nel corso di oltre 700 anni, un totale di circa 30 milioni di tonnellate di minerale sono state estratte nella miniera, di cui 10 milioni negli ultimi cento anni. Le stime per ciascuno dei prodotti sono: zolfo 3.500.000 tonnellate, zinco 500.000 tonnellate, rame 400.000 tonnellate, piombo 160 tonnellate, argento 380 tonnellate e oro 5 tonnellate.
La miniera di Falun è stata in funzione fino al 1992, facendo parte della società Stora Kopparberg, ma uno studio del 1991 ha sconsigliato la continuazione dello sfruttamento a causa della mancanza di nuove vene redditizie.